# Militärreitinstitut Hannover
Das Militärreitinstitut Hannover, ursprünglich als Königlich Preußisches Militär-Reit-Institut bezeichnet, entstand 1866 durch Verlegung der preußischen Militärreitschule aus Schwedt/Oder nach Hannover. Es wurde zunächst in Militärbauten in der Innenstadt von Hannover untergebracht, bis im Jahre 1876 im Vorort Vahrenwald eine neue Kaserne errichtet wurde. Das Militärreitinstitut, das der Kavallerieinspektion unterstand, diente der theoretischen und praktischen Kavallerie-Ausbildung. Es war das Zentrum der militärischen Reit- und Reitlehrerausbildung im Deutschen Kaiserreich, das erheblichen Einfluss auf den Reitsport ausübte.

## Geschichte

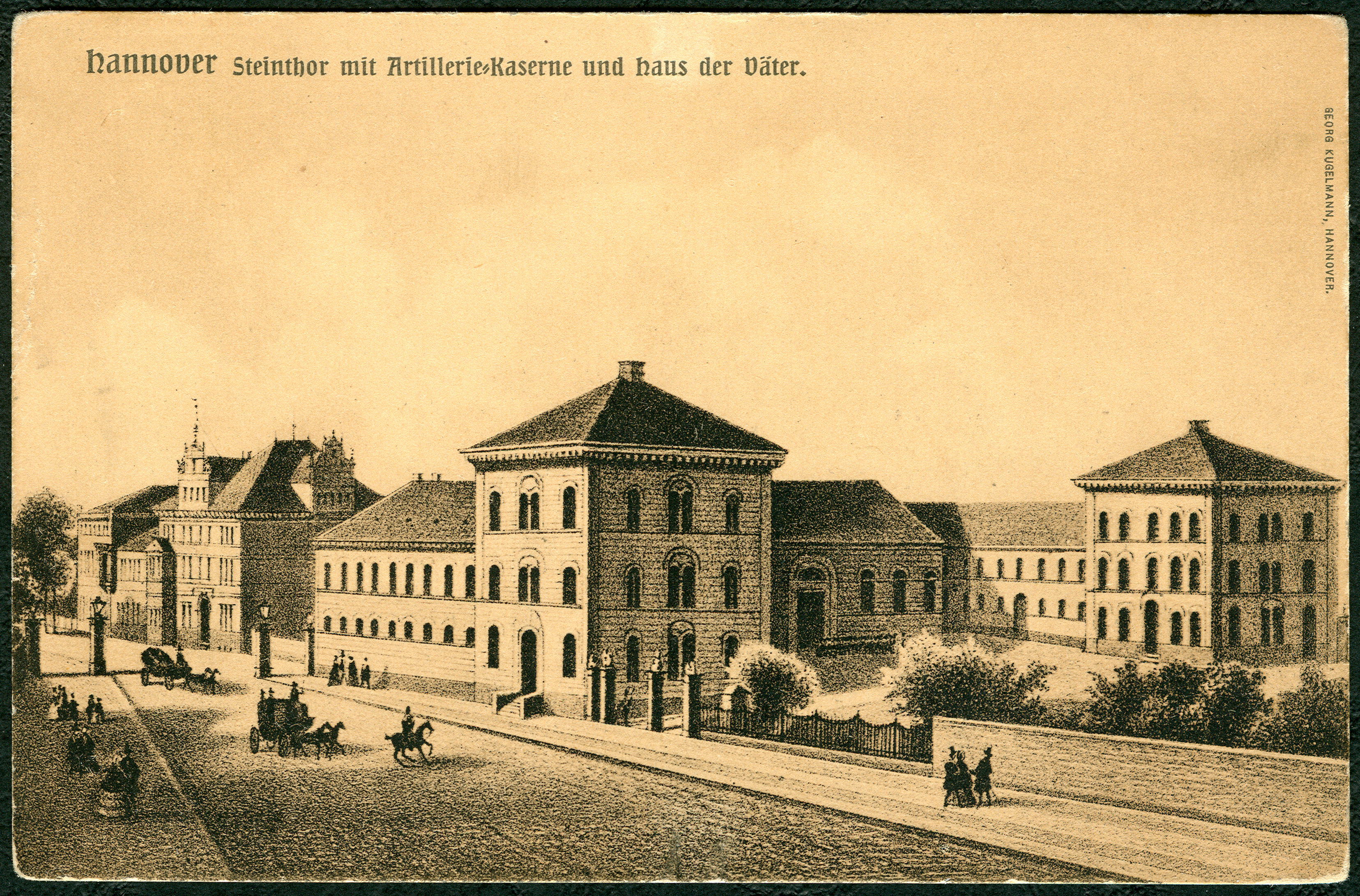
Artilleriekaserne am Steintor um 1850, dem ersten Standort des Militärreitinstituts in Hannover

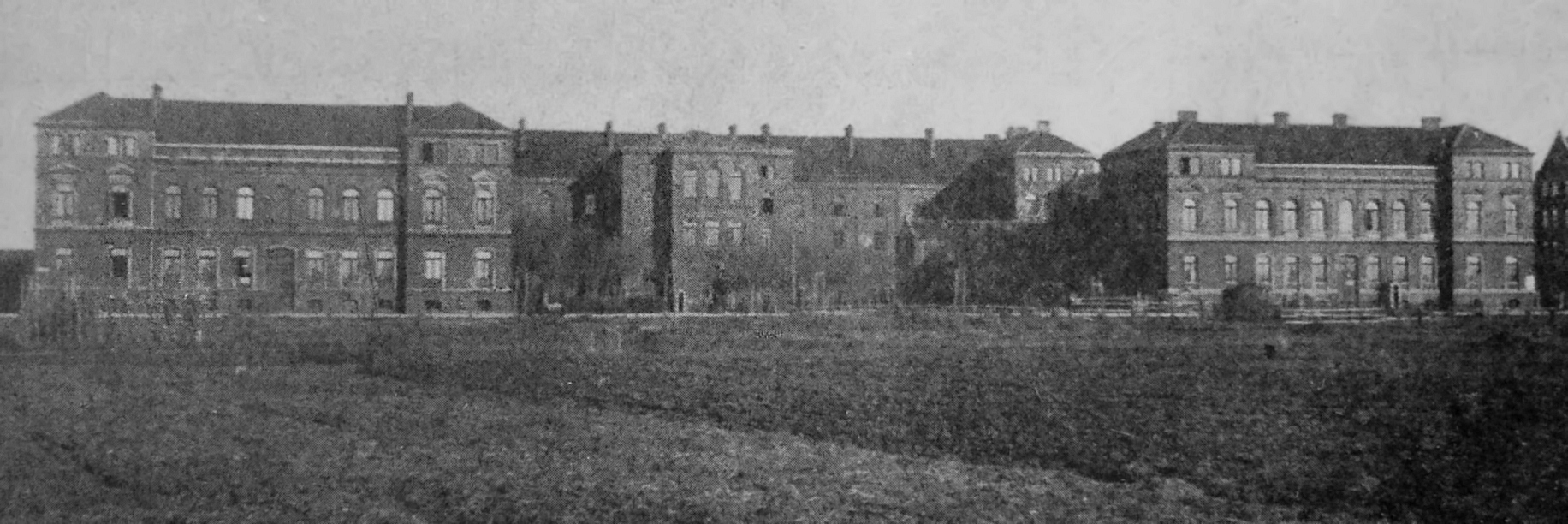
Die Kasernenanlage um 1896, gleiche Blickrichtung wie Bild oben

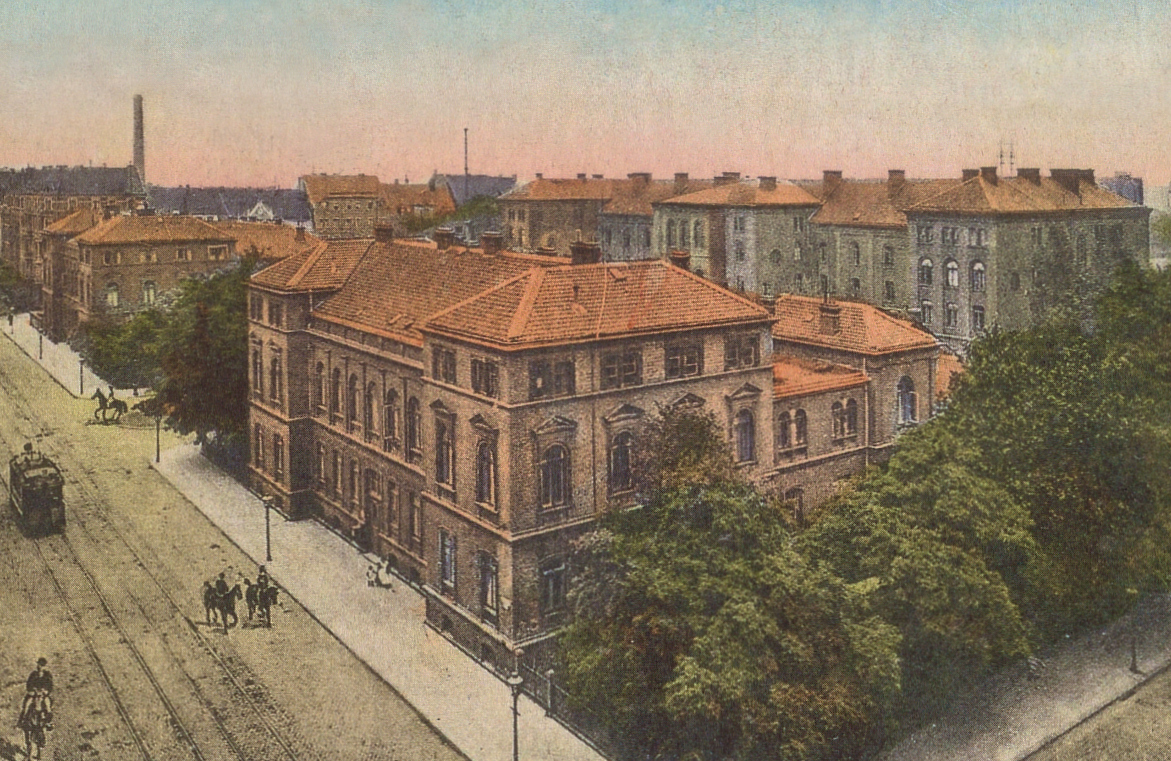
1906 mit Blick auf die Hauptgebäude an der Vahrenwalder Straße

1816 wurde in Berlin eine Lehreskadron errichtet. An deren Stelle trat 1849 in Schwedt/Oder eine Militärreitschule. Diese wurde nach der Annexion des Königreichs Hannover durch Preußen im Jahr 1866 zum Militärreitinstitut erweitert und nach Hannover verlegt. Dort hatte die Einrichtung ihren Sitz zunächst in der Innenstadt am Marstall am Hohen Ufer sowie an der Artilleriekaserne am Steintor. Die Ausbildung und die Reiterei fand weit außerhalb der Stadt auf Feldern bei Isernhagen statt. Von 1867 bis 1871 war Hermann von Alvensleben Chef des Militär-Reitinstituts in Hannover.
Die Räumlichkeiten in der Innenstadt waren auf Dauer zu eng, und es entstand enormer Platzbedarf wegen der Aufstellung weiterer Kavallerieregimenter im Deutschen Kaiserreich, von denen es in dieser Zeit etwa 80 gab. Ab 1876 hatte die Einrichtung ihren Sitz in den neu errichteten Kasernengebäuden in Vahrenwald. Die Offiziere und Unteroffiziere der Kavallerieregimenter wurden zur systematischen Schulung von Pferd und Reiter ein bis zwei Jahre nach Hannover abgeordnet. Zur Ausbildung gehörten Abteilungsreiten, Schleppjagden, Wildjagden, Distanzritte und Stafettenritte über große Entfernungen.
Das Militärreitinstitut verfügte über eine Meute, die ab 1889 der Rittmeister Reinhold von Eben kommandierte. 1925 erschien sein Buch Das Jagdreiten. Der erfolgreiche Renn- und Turnierreiter Wilhelm Graf von Hohenau diente im Institut; auch der Freikorpsführer und bekannte Reiter von Jagdrennen Hans Jauch war nach hier zeitweise abkommandiert. Am Institut gab es eine Fox-Hound-Meute für Schleppjagden.
Unmittelbar vor Beginn des Ersten Weltkriegs wurde das Reitinstitut während der Mobilmachung aufgelöst. Die Offiziere, die hier ihre zweijährige Ausbildung absolvierten, kehrten zu ihren Regimentern zurück. Das Institut bestand im Krieg weiter als Verringertes Militär-Reit-Institut. Danach wurde die Ausbildung als Offiziers-Reit-Schule kurzfristig mit Lehrgängen weiter fortgesetzt. Der Betrieb war schwierig, da es an Pferden mangelte. Im September 1919 bestimmte die Reichswehr, dass das Militärreitinstitut Hannover in die Kavallerieschule übergehen sollte. Die Auflösung erfolgte zum Jahresende 1920. Am 1. Januar 1920 wurde von der Reichswehr als Nachfolgeeinrichtung die Kavallerieschule Hannover gegründet, was in Übereinstimmung mit dem Versailler Vertrag stand.

## Bedeutung
Im Militärreitinstitut Hannover wurden zahlreiche Kavalleristen und hervorragende Reiter ausgebildet. Die Militärreiter des Instituts in Hannover beteiligten sich ab 1906 erfolgreich an Pferderennen auf der Pferderennbahn Große Bult in Hannover, mit denen sie sich einen Namen machten. Das Militärreitinstitut Hannover galt im Deutschen Kaiserreich als Eliteschule der Reiterei, in der die talentiertesten Offiziere ausgebildet wurden. Hier war das:
„beste und berühmteste Reitgelände der Monarchie. Sie ist das Paradies der Kavallerie-Offiziere, und was Heidelberg für die Studenten, das ist Hannover mit seiner Militärreitschule für die Leutnants.“
Neben dem Institut in Hannover gab es Ende des 19. Jahrhunderts und Anfang des 20. Jahrhunderts weitere Reitinstitute in Soltau, Paderborn, Dresden und München. Von allen Einrichtungen gingen wichtige Impulse für die Ausbildung von Pferden, Offizieren und Unteroffizieren der Kavallerie aus. Diese Waffengattung hatte damals noch erhebliche militärische Bedeutung, da es bis zum Ersten Weltkrieg etwa 110 Kavallerie-Regimenter gab. Nach dem Krieg waren es bei der Reichswehr 18 Kavallerie-Regimenter.

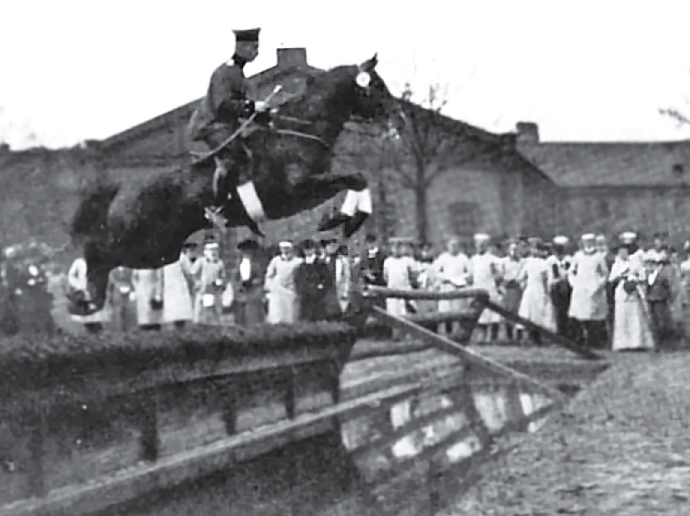
Jagdspringen vor Publikum auf dem Hof des Reitinstituts, 1909
„Reitschuljagd“, Angelo Jank, 1910; Vierfarbdruck zum Militärreitinstitut, Illustrirte Zeitung, Nr. 3911, „Kriegsnummer 202“, Leipzig 1918.
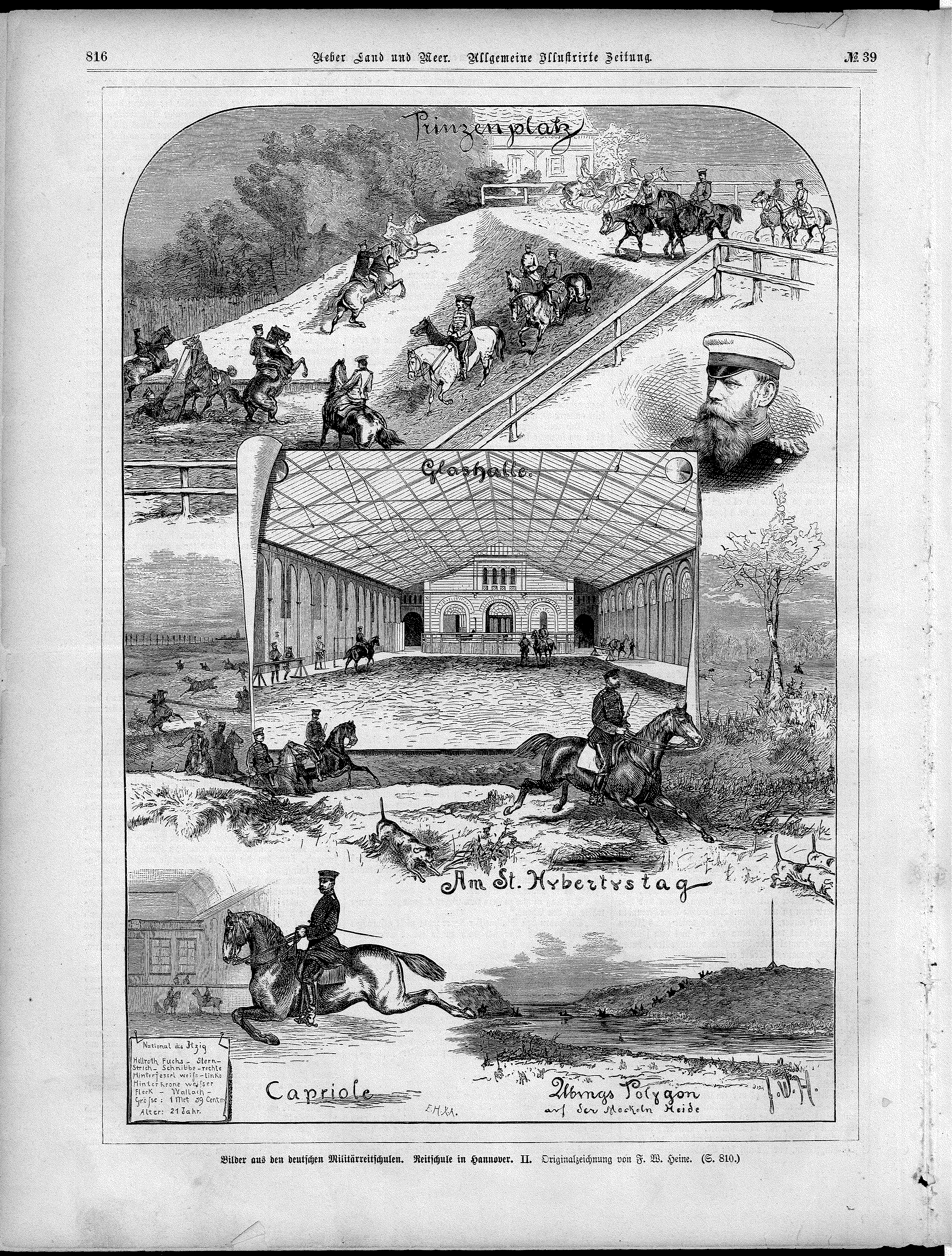
Friedrich Wilhelm Heines Zeichnungen rund um die „Reitschule“, 1877 als Holzschnitt verbreitet in der Illustrierten Zeitschrift Über Land und Meer

## Gebäude

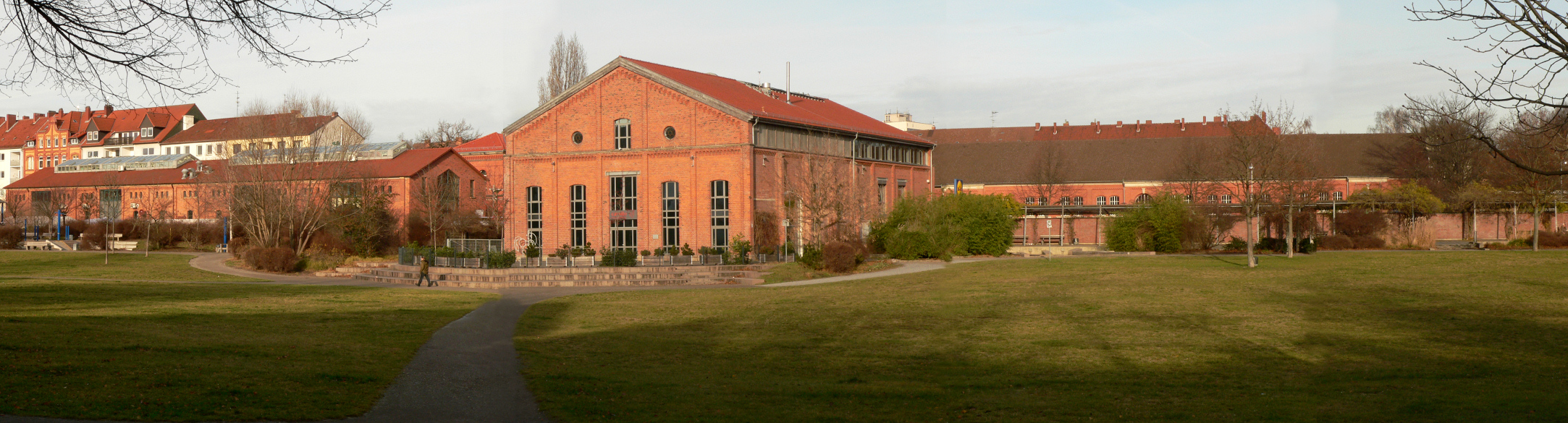
Panoramablick über einige der noch erhaltenen Kasernengebäude, im Vordergrund eine der Reithallen, links davon ein Stalltrakt, rechts hinten die große, an der Rosenbergstraße gelegene Reithalle

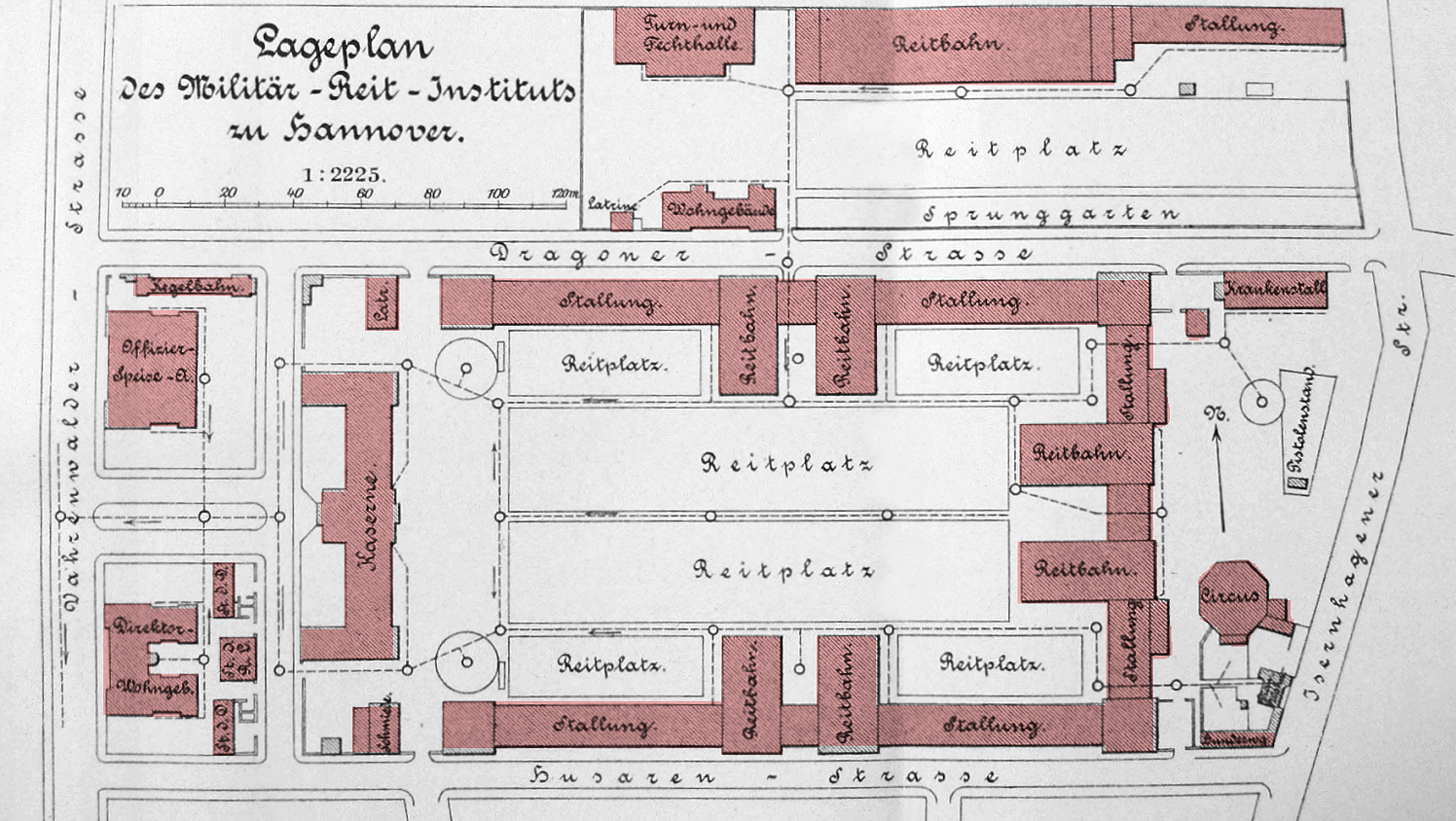
Plan der Anlage um 1896 mit Erweiterungsgelände nördlich der Dragonerstraße

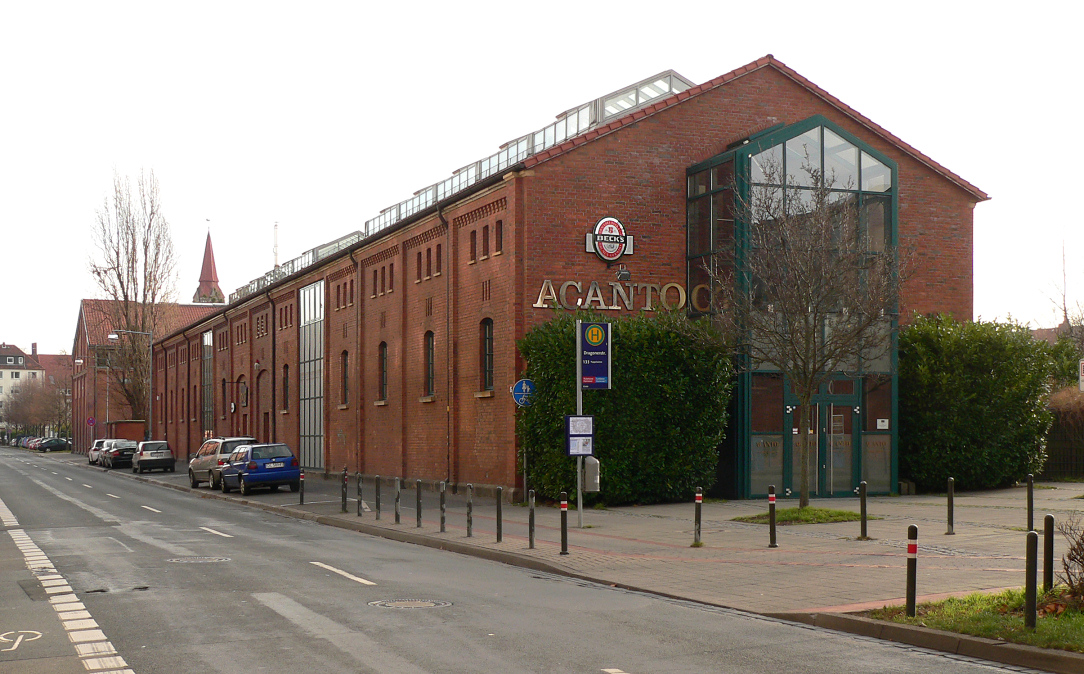
Ehemaliges Stallgebäude, heute Gastronomiebetrieb

Auf einem unfruchtbaren und sandigen Landstück in Vahrenwald entstand zwischen 1874 und 1876 eine großräumige Kasernenanlage für etwa 200 Soldaten mit Stallanlagen für rund 400 Pferde. Die Architekten Eduard Schuster und Ferdinand Wallbrecht entwarfen die Militärbauten, unter anderem die Königliche Reithalle. Entlohnt wurde der Baumeister Wallbrecht unter anderem dadurch, dass er ehemalige Militärgrundstücke am Marstall und am Steintor erhielt, auf denen er Wohn- und Geschäftshäuser errichtete. Die Kasernengebäude auf dem 5,5 ha großen, ummauerten Grundstück in Vahrenwald entstanden unter anderem aus 8 Millionen roten Ziegelsteinen und 60.000 m² Sandstein. Darunter war das zweistöckige Direktorenhaus mit Wohnungen im Erdgeschoss für den Direktor der Offiziersreitschule und den Direktor der Kavallerie-Unteroffizier-Schule. Im Obergeschoss wohnten verheiratete Reitlehrer. Im dreistöckigen, rund 80 m langen und 13 m breiten Kasernenhaus lebten die Unteroffiziere und Mannschaften. Außerdem gab es zahlreiche Funktionsräume wie Geschäftszimmer, Fechtsaal, Krankenstube. Die einzelnen Stuben waren mit zehn Mann (Mannschaften) beziehungsweise mit rund sieben Mann (Unteroffiziere) belegt. Im Keller des Kasernengebäudes befanden sich Küchen und Speisesäle. Die Gebäudeflügel beherbergten Wohnungen für Offiziere und Wachtmeister. Auf dem Gelände gab es umfangreiche Stallanlagen, die das Kasernengebäude rechteckig umschlossen. Die Mannschaften waren für die Pflege der rund 400 Pferde zuständig, für die auch ein Krankenstall mit Platz für 20 Tiere vorhanden war. Die Offiziere und Unteroffiziere wurden im Reiten, im Fechten, im Schießen, im Turnen und als Reitlehrer ausgebildet. Auf dem Innenhof befanden sich sechs überdachte Reitbahnen, die in die Stallanlagen integriert waren. Außerdem gab es auf dem Hof Reitplätze, die zum Üben mit Wällen, Hürden und Wassergräben ausgestattet waren.

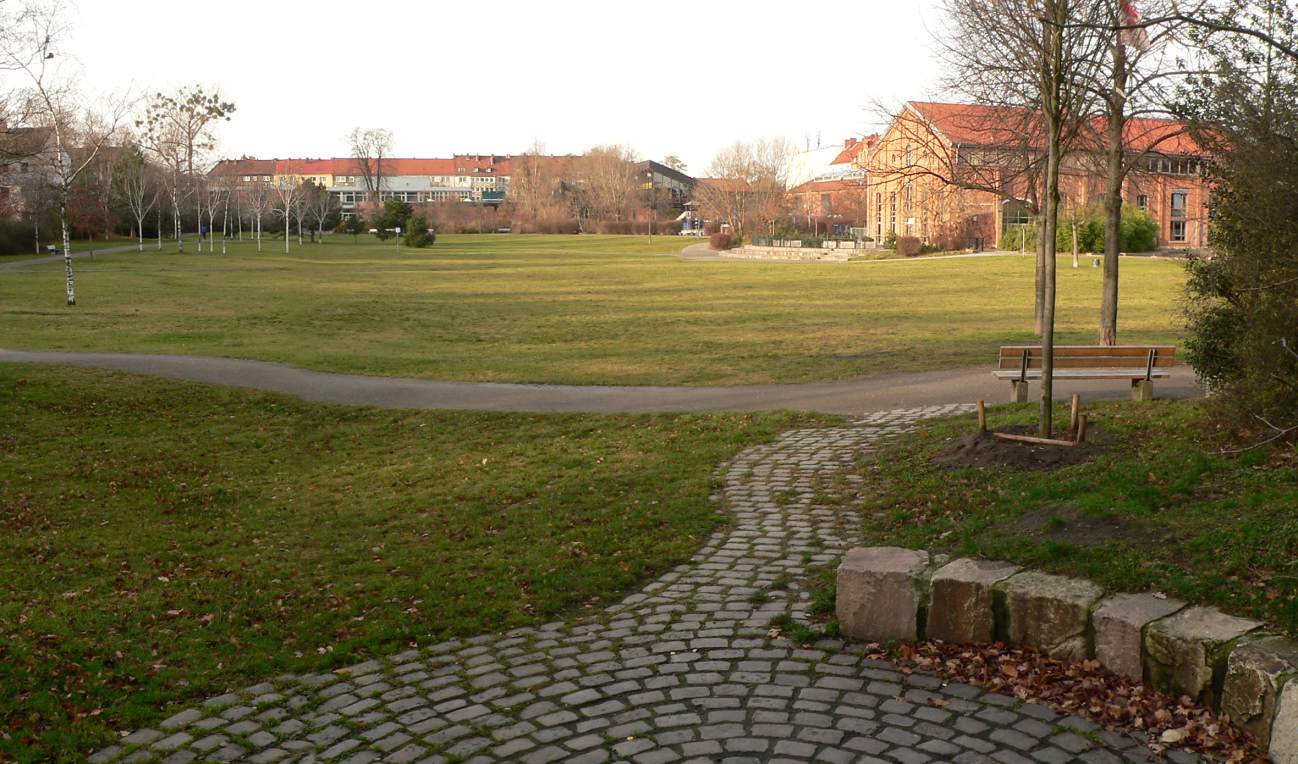
Vahrenwalder Park auf dem Gelände des früheren Militärreitinstituts Hannover

1893 wurde das Kasernengelände wegen einer Truppenverstärkung erweitert. Dazu wurde ein nördlich der Kaserne liegendes und noch unbebautes Gelände an der Dragonerstraße in der Größe von etwa 1,5 ha aufgekauft. Darauf entstanden Erweiterungsbauten wie ein Wohnhaus, eine Stallanlage mit überdachter Reitbahn von rund 90 m Länge sowie eine Turn- und Fechthalle. Der Reitplatz und der Sprunggarten auf dem Grundstück hatte eine Länge von etwa 170 m.
Während des Zweiten Weltkriegs wurden die Kasernenbauten bei den Luftangriffen auf Hannover stark zerstört. Nach dem Krieg und dem Ende der militärischen Nutzung herrschte gewerbliche Nutzung vor, darunter von 1950 bis 1994 als Kraftwagenbetriebswerk der Deutschen Bundesbahn (Kbw Hannover). Viele Kasernenbauten wurden auch abgerissen. Das Vahrenwalder Bad von 1981 und das Vahrenwalder Freizeitheim (etwa der 1960er Jahre) entstanden im westlichen Bereich des früheren Kasernengeländes direkt an der Vahrenwalder Straße. Anfang der 1990er Jahre wurde der Innenbereich der ehemaligen Kasernenanlagen in einen Stadtteilpark umgewandelt, der den Namen Vahrenwalder Park trägt. Heute sind von den Militärbauten noch einzelne rote Backsteingebäude an der Dragonerstraße vorhanden, die sich in einem gut renovierten Zustand befinden. Darunter ist die Königliche Reithalle als eine von einst sieben Reithallen auf dem Gelände.

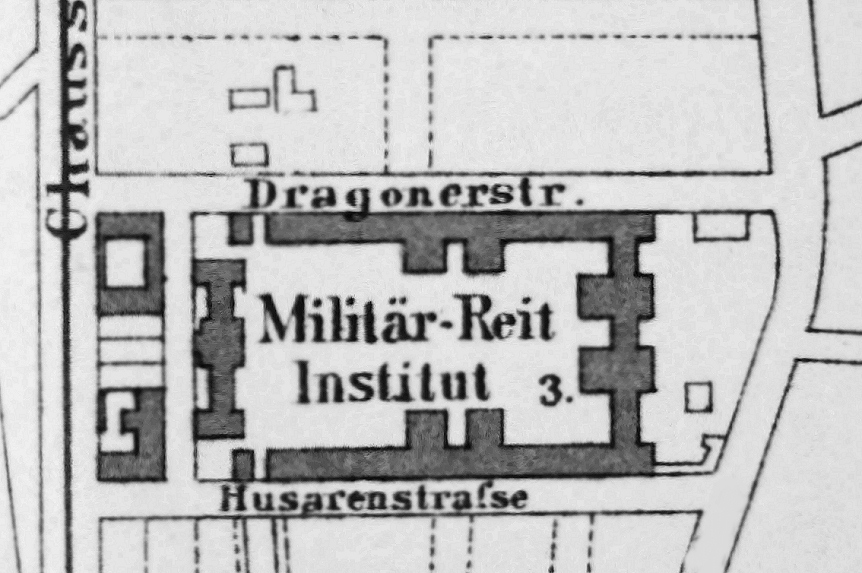
Lage der Kasernenanlage in der Stadt um 1876
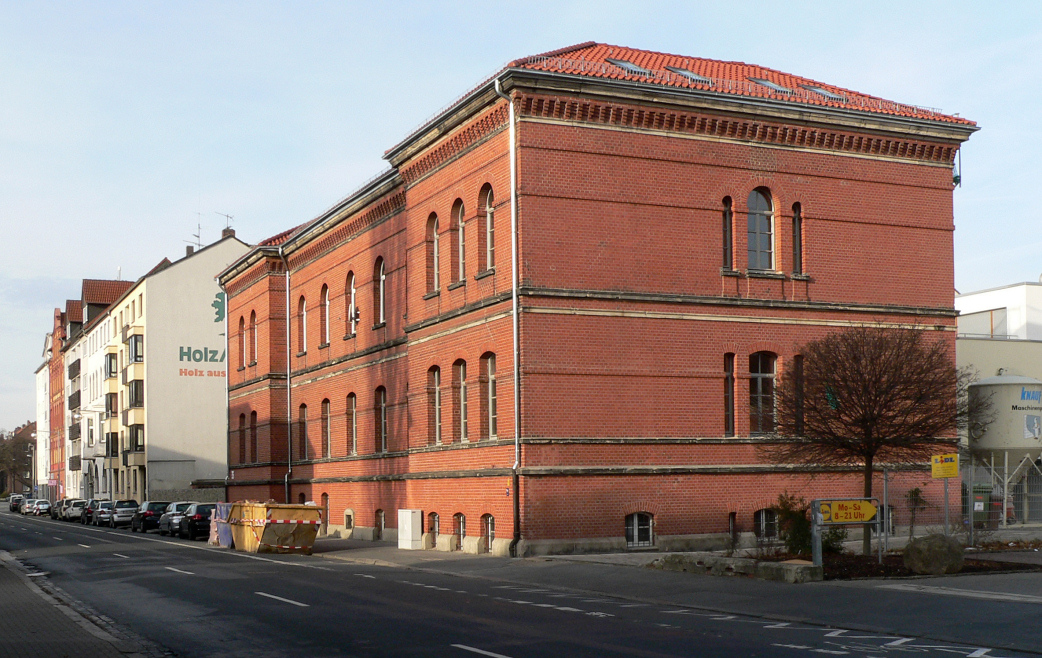
Ehemaliges Wohngebäude der Kaserne
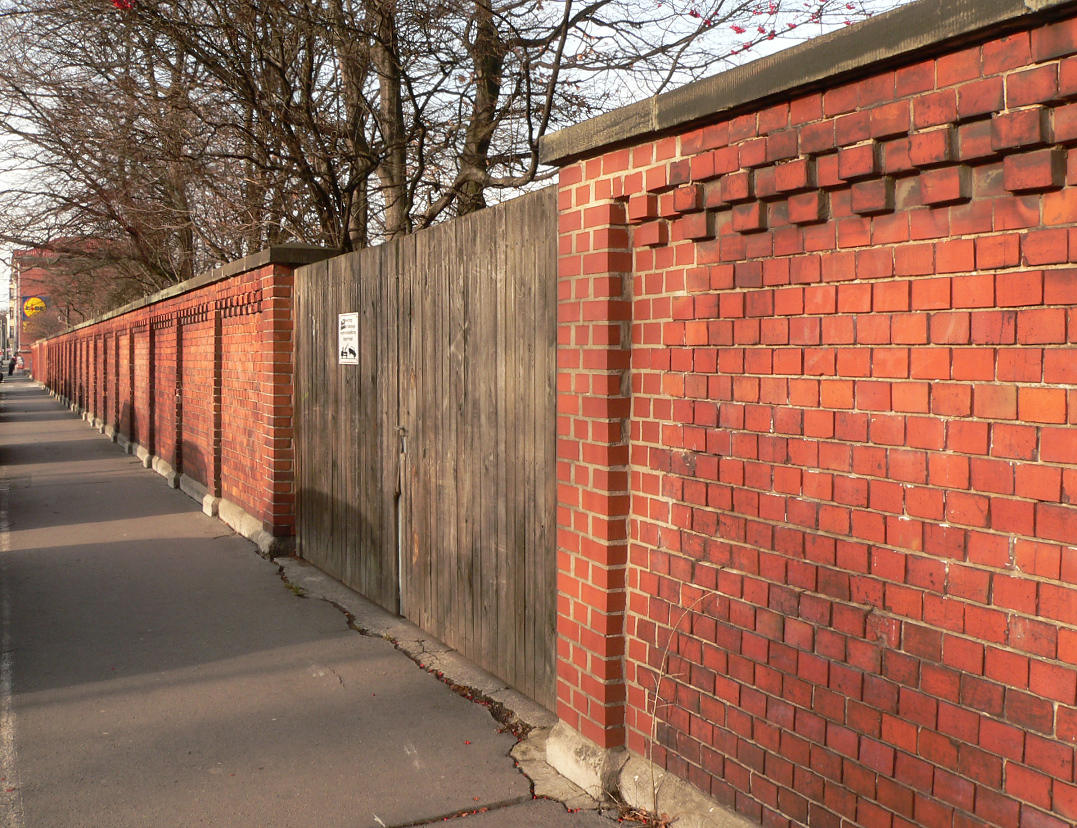
Frühere Außenmauer der Kaserne
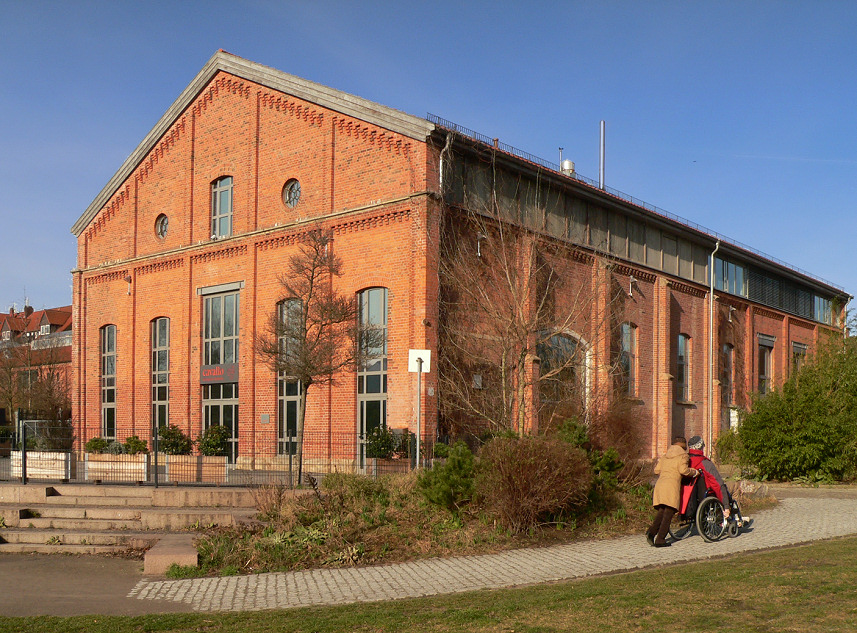
Ehemalige Reithalle, heute als Königliche Reithalle bezeichnet
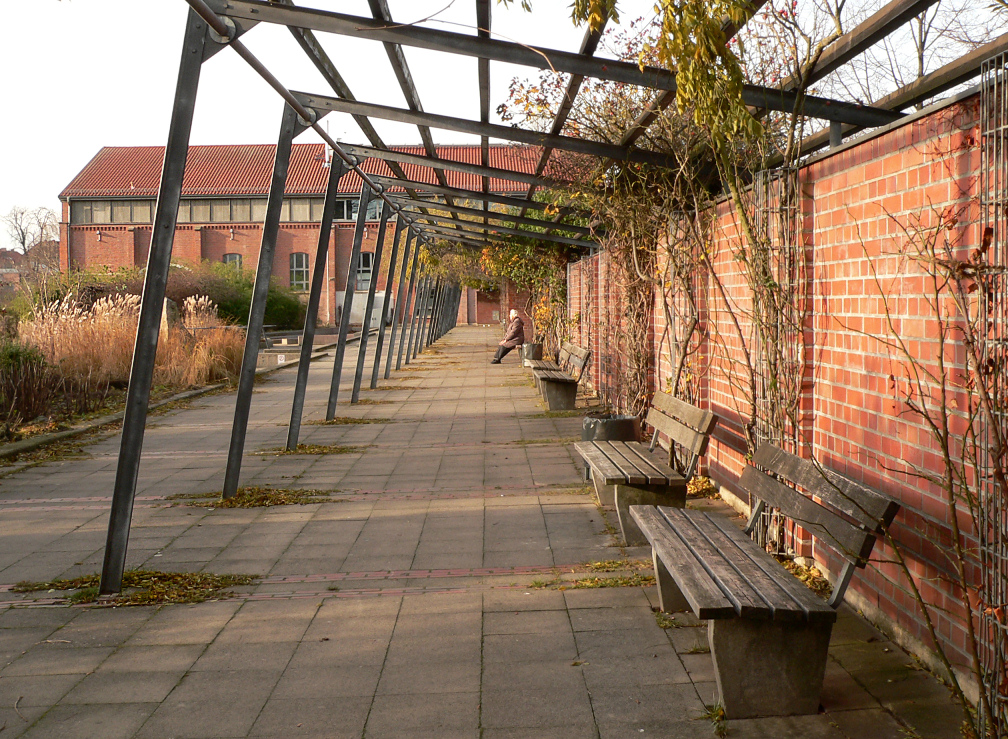
Arkaden im Vahrenwalder Park an der nachgestalteten Außenmauer der früheren Kaserne